# Monument a Jaume I
Monument a Jaume I és una escultura monumental obra de l'escultor modernista català Enric Clarasó i Daudí que representa el rei Jaume I el Conqueridor i situada a la plaça d'Espanya de Palma. Fou realitzat per encàrrec de l'Ajuntament de Palma, que l'any 1912 obrí subscripció popular, amb un crèdit de 15.000 pessetes, el projecte per a compensar la destrucció de la Porta Pintada.

## Història

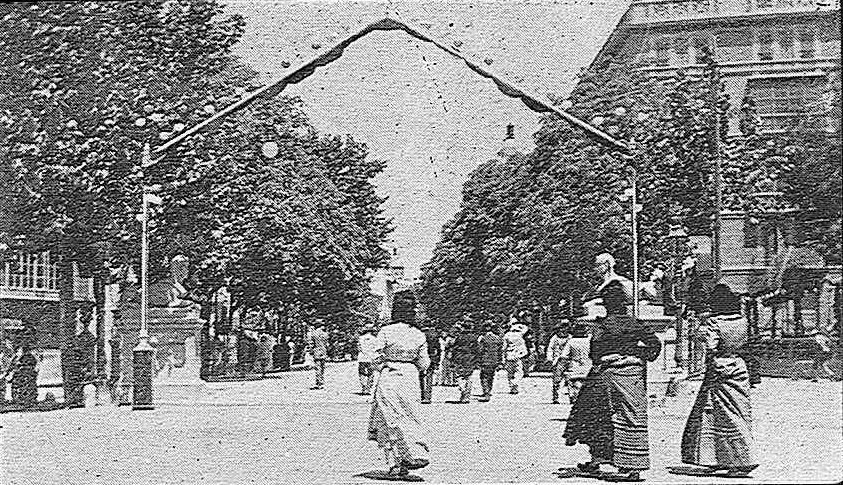
Festes de l'enderrocament de les murades l'estiu de 1902 a la revista La Roqueta.

L'any 1908, després de l'enderrocament de les murades de Palma l'any 1902, la porta medieval de Santa Margalida o Porta Pintada (situada al carrer de Sant Miquel) fou declarada per decret reial monument nacional, fet que en feia obligada la conservació. No obstant, el 27 de febrer de 1912 un grup d'obrers no identificats (segons algunes fonts enviats per l'Ajuntament de Palma) varen dinamitar-la i derruir-la. Aquests fets generaren un fort rebuig entre els habitants de la ciutat i el consistori decidí construir-hi un monument que commemorés l'entrada del rei Jaume I. Per tal de finançar l'obra es demanà ajuda el rei Alfons XIII d'Espanya, que la denegà i condemnà l'enderrocament de la Porta Pintada. Fou llavors que l'ajuntament va obrir una subscripció popular per valor de 15.000 pessetes i va convocar un concurs per mor d'executar el monument a la plaça de Joanot Colom, avui plaça d'Espanya. Aquest concurs el guanyaren Bartomeu Reus Bordoy com a encarregar de dissenyar el conjunt i Ignasi Farran com a escultor. Farran va fer els escuts, però l'any 1914 abandonà el projecte. El relleu a Farran el prengué Enric Clarasó, que dissenyà i executà l'almogàver que enlaira el ram de llorer i l'escultura eqüestre del rei.
La primera pedra del monument va ser col·locada el 1913 per la Infanta Isabel en un acte públic al qual hi assistí el batlle Antoni Pou, però el monument no es va inaugurar fins a la festa de Sant Sebastià de 1927 a causa de diverses demores causades per raons econòmiques.